# Notiphila carbonaria
Notiphila carbonaria är en tvåvingeart som beskrevs av Walker 1865. Notiphila carbonaria ingår i släktet Notiphila och familjen vattenflugor. Inga underarter finns listade i Catalogue of Life.